# EP u amaterskom boksu 2004.
35. Europsko prvenstvo u amaterskom boksu 2004. se održalo od 19. do 29. veljače 2004. u hrvatskom gradu Puli.
Boksači su se borili za odličja u jedanaest težinskih kategorija.
Sudjelovalo je 292 boksača iz 41 države. Europsko prvenstvo u Puli je bilo istovremeno i izlučno natjecanje za Olimpijske igre 2004. u Ateni.
27-godišnji ruski boksač Gajdarbek Abdulajevič Gajdarbekov je dobio nagradu za najboljeg borca. 
Boksači iz Rusije su osvojili 9 naslova prvaka, a iz Bugarske i Njemačke po 1 naslov.

## Osvajači odličja
| Kategorija               | zlato                        | srebro                     | bronca                                                    |
| ------------------------ | ---------------------------- | -------------------------- | --------------------------------------------------------- |
| polumuha (– bis 48 kg)   | Sergej Kazakov Rusija        | Alfonso Pinto Italija      | Pál Bedák Mađarska Salim Salimov Bugarska                 |
| muha (– bis 51 kg)       | Georgij Balakšin Rusija      | Nikoloz Izoria Gruzija     | Rustam Rahimov Njemačka Andrzej Rżany Poljska             |
| bantam (– bis 54 kg)     | Genadij Kovalev Rusija       | Ali Hallab Francuska       | Detelin Dalakliev Bugarska Andrzej Liczik Poljska         |
| pero (– bis 57 kg)       | Vitali Tajbert Njemačka      | Khedafi Djelkhir Francuska | Mihail Bernadski Bjelorusija Konstantin Kupatadze Gruzija |
| laka (– bis 60 kg)       | Dimitar Ščiljanov Bulgaria   | Selçuk Aydın Turska        | Gyula Káté Mađarska Domenico Valentino Italija            |
| poluvelter (– bis 64 kg) | Aleksandr Maletin Rusija     | Igor Paščuk Ukrajina       | Mustafa Karagöllü Turska Willy Blain Francuska            |
| velter (– bis 69 kg)     | Oleg Saitov Rusija           | Xavier Noël Francuska      | Ruslan Hairov Azerbejdžan Rolandas Jasevičius Litva       |
| srednja (– bis 75 kg)    | Gajdarbek Gajdarbekov Rusija | Lukas Wilaschek Njemačka   | Džavid Tagijev Azerbejdžan Andy Lee Irska                 |
| poluteška (– bis 81 kg)  | Jevgenij Makarenko Rusija    | Marijo Šivolija Hrvatska   | Aleksy Kuziemski Poljska Andrij Fedčuk Ukrajina           |
| teška (– bis 91 kg)      | Aleksandr Aleksejev Rusija   | Viktar Zujaŭ Bjelorusija   | Vedran Đipalo Hrvatska Ertuğrul Ergezen Turska            |
| superteška (über 91 kg)  | Aleksandr Povjetkin Rusija   | Roberto Cammarelle Italija | Jaroslavas Jakšto Litva Sergej Rožnov Bugarska            |